# Jan Andrzej Walasek
Jan Andrzej Walasek (ur. 15 października 1951 w Mławie) – polski malarz i rzeźbiarz, autor rysunków oraz ilustracji do gazet (Tygodnika Ciechanowskiego, Gazety Mławskiej) i tomików poetyckich. Członek oddziału ZPAP w Olsztynie oraz członek Stowarzyszenia Pracy Twórczej w Ciechanowie. Tworzy głównie techniką olejną, a ponadto rzeźbi w kamieniu i rysuje. Od 1974 roku związany z Działdowem, w którym mieszka. W marcu 1997 założył wspólnie z Wojciechem Cieśniewskim Pracownię Malarstwa „Młyn”.

## Życiorys
Jest absolwentem studiów licencjackich na kierunku wychowanie plastyczne w Akademii Sztuk Pięknych w Gdańsku. W 2002 roku ukończył studia magisterskie na kierunku edukacja artystyczna w zakresie sztuk plastycznych na Uniwersytecie Warmińsko-Mazurskim w Olsztynie.
Pracował jako technik budowlany i plastyczny. W Miejskim Domu Kultury w Działdowie był instruktorem plastyki (w okresie od 1987 do 1989). Pracował również jako nauczyciel plastyki w Gimnazjum nr 2 w Działdowie. Jest autorem projektu pomnika „Janowi Pawłowi II w roku beatyfikacji 2011”, odsłoniętego w listopadzie 2011 w Działdowie w Parku Jana Pawła II.
W okresie od 1988 do 2015 roku wziął udział w około 100 plenerach malarskich, w tym m.in. we Francji, Hiszpanii, Włoszech oraz Grecji.

## Wybrane wystawy indywidualne i grupowe
Jego dzieła były prezentowane w kraju i za granicą, na wielu wystawach indywidualnych i zbiorowych, w tym m.in.:
- 1982, 2000 – Wojewódzki Dom Kultury w Ciechanowie
- 1984, 1990 – Muzeum Ziemi Zawkrzeńskiej w Mławie
- 1984 – Miejski Dom Kultury w Działdowie
- 1989 – Roye (Francja)
- 1995 – Biuro Wystaw Artystycznych w Ciechanowie
- 2003 – Centrum Edukacji i Inicjatyw Kulturalnych w Olsztynie
- 2005 – Zamek w Ostródzie
- 2007 – Zamek w Działdowie
- 2008 – Galeria Związku Polskich Artystów Plastyków w Olsztynie
- 2010 – Pracownia „Młyn”, tytuł wystawy „Przeprowadzka”
- 2011 – Zamek w Działdowie, tytuł wystawy „Motywy – w poszukiwaniu piękna”
- 2015 – Pracownia „Młyn”, tytuł wystawy „Wiosna”[5]
- 2016 – Pracownia „Młyn”, tytuł wystawy „Porwanie”[6]
- 2022 – Galeria „Akwarium” w Muzeum Pogranicza w Działdowie, tytuł wystawy „Historie z Pogranicza”[7]

## Odznaczenia i nagrody
W roku 1995 odznaczony został odznaczony Odznaką Zasłużony Działacz Kultury. W 1998 otrzymał „Katarzynkę” za twórczy wkład w rozwój kulturalny Działdowa, a w roku 2011 został wyróżniony brązowym Medalem „Zasłużony Kulturze Gloria Artis”.